# Liste der Bodendenkmäler in Essenbach
Auf dieser Seite sind die Bodendenkmäler in dem niederbayerischen Markt Essenbach zusammengestellt. Diese Tabelle ist eine Teilliste der Liste der Bodendenkmäler in Bayern. Grundlage ist die Bayerische Denkmalliste, die auf Basis des Bayerischen Denkmalschutzgesetzes vom 1. Oktober 1973 erstmals erstellt wurde und seither durch das Bayerische Landesamt für Denkmalpflege geführt wird. Die folgenden Angaben ersetzen nicht die rechtsverbindliche Auskunft der Denkmalschutzbehörde.

## Bodendenkmäler in Essenbach
| Lage       | Objekt | Akten-Nr.     | Bild         |
| ---------- | --- | ------------- | ------------ |
| (Standort) | Grabhügel vorgeschichtlicher Zeitstellung.                                                                      | D-2-7338-0021 |              |
| (Standort) | Grabhügel vorgeschichtlicher Zeitstellung.                                                                      | D-2-7338-0022 |              |
| (Standort) | Grabhügel vorgeschichtlicher Zeitstellung.                                                                      | D-2-7338-0023 |              |
| (Standort) | Grabhügel vorgeschichtlicher Zeitstellung.                                                                      | D-2-7338-0024 |              |
| (Standort) | Grabhügel vorgeschichtlicher Zeitstellung.                                                                      | D-2-7338-0025 |              |
| (Standort) | Grabhügel vorgeschichtlicher Zeitstellung.                                                                      | D-2-7338-0026 |              |
| (Standort) | Grabhügel vorgeschichtlicher Zeitstellung.                                                                      | D-2-7338-0027 |              |
| (Standort) | Grabhügel vorgeschichtlicher Zeitstellung.                                                                      | D-2-7338-0028 |              |
| (Standort) | Grabhügel vorgeschichtlicher Zeitstellung.                                                                      | D-2-7338-0029 |              |
| (Standort) | Frühmittelalterlicher Ringwall „Schwedenschanze“.                                                               | D-2-7338-0030 |              |
| (Standort) | Siedlung vor- und frühgeschichtlicher Zeitstellung.                                                             | D-2-7338-0032 |              |
| (Standort) | Siedlung vor- und frühgeschichtlicher Zeitstellung.                                                             | D-2-7338-0033 |              |
| (Standort) | Grabhügel vorgeschichtlicher Zeitstellung.                                                                      | D-2-7338-0034 |              |
| (Standort) | Grabhügel vorgeschichtlicher Zeitstellung.                                                                      | D-2-7338-0035 |              |
| (Standort) | Grabhügel vorgeschichtlicher Zeitstellung.                                                                      | D-2-7338-0036 |              |
| (Standort) | Siedlung vor- und frühgeschichtlicher Zeitstellung bzw. verebneter Grabhügel                                    | D-2-7338-0037 |              |
| (Standort) | Verebnete vorgeschichtliche Grabhügel und Siedlung vor- und frühgeschichtlicher Zeit                            | D-2-7338-0038 |              |
| (Standort) | Siedlung des Neolithikums, u. a. der Linearbandkeramik, der Stichbandkeramik/Gruppe                             | D-2-7338-0130 |              |
| (Standort) | Verebnete Grabhügel mit Kreisgräben vorgeschichtlicher Zeitstellung.                                            | D-2-7338-0131 |              |
| (Standort) | Untertägige mittelalterliche und frühneuzeitliche Befunde im Bereich der Kath. Filialkirche                     | D-2-7338-0209 |              |
| (Standort) | Grabhügel vorgeschichtlicher Zeitstellung.                                                                      | D-2-7338-0212 |              |
| (Standort) | Grabhügel vorgeschichtlicher Zeitstellung.                                                                      | D-2-7338-0213 |              |
| (Standort) | Grabhügel vorgeschichtlicher Zeitstellung.                                                                      | D-2-7338-0214 |              |
| (Standort) | Namengebendes Grabenwerk der Altheimer Gruppe. Siedlung der Linearbandkeramik                                   | D-2-7339-0037 |              |
| (Standort) | Siedlung der Urnenfelderzeit.                                                                                   | D-2-7339-0040 |              |
| (Standort) | Siedlung und verebnetes Grabenwerk vorgeschichtlicher Zeitstellung. Bestattungsplatz                            | D-2-7339-0041 |              |
| (Standort) | Siedlung der mittleren Bronzezeit.                                                                              | D-2-7339-0042 |              |
| (Standort) | Siedlung der Münchshöfener und Altheimer Gruppe.                                                                | D-2-7339-0043 |              |
| (Standort) | Verebnetes Grabenwerk und Siedlung vor- und frühgeschichtlicher Zeitstellung                                    | D-2-7339-0044 |              |
| (Standort) | Siedlung des Mittelneolithikums, der Urnenfelder- und Latènezeit sowie der römischen Kaiserzeit                 | D-2-7339-0045 |              |
| (Standort) | Siedlung des Mittelneolithikums (Stichbandkeramik/Gruppe Oberlauterbach)                                        | D-2-7339-0046 |              |
| (Standort) | Siedlung und verebnetes Grabenwerk mit zwei Gräben der Altheimer Gruppe.                                        | D-2-7339-0047 |              |
| (Standort) | Feuchtbodensiedlung der Altheimer Gruppe.                                                                       | D-2-7339-0048 |              |
| (Standort) | Siedlung der Münchshöfener und Altheimer Gruppe. Verebnetes Grabenwerk der Altheimer Gruppe                     | D-2-7339-0049 |              |
| (Standort) | Siedlung vorgeschichtlicher Zeitstellung, u. a. der Linear- und Stichbandkeramik/Gruppe                         | D-2-7339-0050 |              |
| (Standort) | Siedlung des Neolithikums, u. a. der Linear- und Stichbandkeramik/Gruppe Oberlauterbach                         | D-2-7339-0051 |              |
| (Standort) | Siedlung der frühen und mittleren Bronzezeit, der Urnenfelder- und Hallstattzeit.                               | D-2-7339-0052 |              |
| (Standort) | Siedlung der Linearbandkeramik und der Münchshöfener Gruppe.                                                    | D-2-7339-0053 |              |
| (Standort) | Siedlung der mittleren römischen Kaiserzeit.                                                                    | D-2-7339-0054 |              |
| (Standort) | Siedlung vor- und frühgeschichtlicher Zeitstellung.                                                             | D-2-7339-0055 |              |
| (Standort) | Siedlung vorgeschichtlicher Zeitstellung, u. a. des Neolithikums.                                               | D-2-7339-0056 |              |
| (Standort) | Siedlung der Bronzezeit und allgemein der Metallzeiten, u. a. der Urnenfelderzeit                               | D-2-7339-0057 |              |
| (Standort) | Siedlung vor- und frühgeschichtlicher Zeitstellung, u. a. der Metallzeiten.                                     | D-2-7339-0058 |              |
| (Standort) | Verebnetes Grabenwerk vor- und frühgeschichtlicher Zeitstellung.                                                | D-2-7339-0059 |              |
| (Standort) | Siedlung vor- und frühgeschichtlicher Zeitstellung.                                                             | D-2-7339-0061 |              |
| (Standort) | Verebnetes Grabenwerk und Siedlung vor- und frühgeschichtlicher Zeitstellung                                    | D-2-7339-0062 |              |
| (Standort) | Verebnete komplexe Anlage mit drei viereckigen Grabenwerken und Siedlung                                        | D-2-7339-0063 |              |
| (Standort) | Siedlung vor- und frühgeschichtlicher Zeitstellung.                                                             | D-2-7339-0064 |              |
| (Standort) | Siedlung vor- und frühgeschichtlicher Zeitstellung.                                                             | D-2-7339-0066 |              |
| (Standort) | Siedlung und verebnetes Grabenwerk vor- und frühgeschichtlicher Zeitstellung.                                   | D-2-7339-0067 |              |
| (Standort) | Siedlung vor- und frühgeschichtlicher Zeitstellung.                                                             | D-2-7339-0068 |              |
| (Standort) | Siedlung vor- und frühgeschichtlicher Zeitstellung.                                                             | D-2-7339-0069 |              |
| (Standort) | Grabhügel vorgeschichtlicher Zeitstellung.                                                                      | D-2-7339-0101 |              |
| (Standort) | Siedlung des Neolithikums, der Hallstattzeit und der Laténezeit. Villa rustica der römischen Kaiserzeit         | D-2-7339-0102 |              |
| (Standort) | Siedlung der Münchshöfener und Altheimer Gruppe, sowie allgemein vorgeschichtlicher Zeit                        | D-2-7339-0103 |              |
| (Standort) | Siedlung der Metallzeiten, wohl der Bronzezeit.                                                                 | D-2-7339-0104 |              |
| (Standort) | Siedlung der Linear- und Stichbandkeramik/Gruppe Oberlauterbach, der Münchshöfener Gruppe                       | D-2-7339-0105 |              |
| (Standort) | Siedlung der Urnenfelder- und Hallstattzeit.                                                                    | D-2-7339-0106 |              |
| (Standort) | Siedlung der Münchshöfener und Altheimer Gruppe, der Metallzeiten und der römischen Kaiserzeit                  | D-2-7339-0107 |              |
| (Standort) | Siedlung der Stichbandkeramik, der Münchshöfener und Altheimer Gruppe.                                          | D-2-7339-0108 |              |
| (Standort) | Siedlung der Altheimer Gruppe, der Urnenfelder- und Hallstattzeit                                               | D-2-7339-0109 |              |
| (Standort) | Siedlung der Stichbandkeramik/Gruppe Oberlauterbach und der frühen Bronzezeit                                   | D-2-7339-0110 |              |
| (Standort) | Siedlung der Münchshöfener Gruppe, der Hallstatt- und Latènezeit                                                | D-2-7339-0111 |              |
| (Standort) | Siedlung der Linearbandkeramik, der Stichbandkeramik/Gruppe Oberlauterbach                                      | D-2-7339-0112 |              |
| (Standort) | Siedlung der Linear- und Stichbandkeramik/Gruppe Oberlauterbach, der Münchshöfener Gruppe                       | D-2-7339-0115 |              |
| (Standort) | Gräberfeld der Linearbandkeramik und der Schnurkeramik. Siedlung                                                | D-2-7339-0116 |              |
| (Standort) | Siedlung des Mittelneolithikums (Rössener Kultur, Stichbandkeramik/Gruppe)                                      | D-2-7339-0117 |              |
| (Standort) | Siedlung vorgeschichtlicher und neolithischer Zeitstellung, u. a. der Linearbandkeramik                         | D-2-7339-0118 |              |
| (Standort) | Siedlung der Latènezeit.                                                                                        | D-2-7339-0120 |              |
| (Standort) | Verebnetes Grabenwerk vor- und frühgeschichtlicher Zeitstellung und Siedlung                                    | D-2-7339-0123 |              |
| (Standort) | Siedlung vorgeschichtlicher Zeitstellung, u. a. des Neolithikums.                                               | D-2-7339-0124 |              |
| (Standort) | Siedlung der Altheimer Gruppe sowie verebnete Grabenwerke vor- und frühgeschichtlicher Zeit                     | D-2-7339-0125 |              |
| (Standort) | Siedlung des Neolithikums, u. a. der Münchshöfener Gruppe, sowie verebnetes Grabenwerk                          | D-2-7339-0126 |              |
| (Standort) | Verebnetes Grabenwerk vor- und frühgeschichtlicher Zeitstellung.                                                | D-2-7339-0131 |              |
| (Standort) | Siedlung des Neolithikums.                                                                                      | D-2-7339-0132 |              |
| (Standort) | Siedlung und verebnete Grabenwerke vor- und frühgeschichtlicher Zeitstellung.                                   | D-2-7339-0133 |              |
| (Standort) | Siedlung vor- und frühgeschichtlicher Zeitstellung.                                                             | D-2-7339-0135 |              |
| (Standort) | Siedlung vor- und frühgeschichtlicher Zeitstellung.                                                             | D-2-7339-0136 |              |
| (Standort) | Siedlung vor- und frühgeschichtlicher Zeitstellung.                                                             | D-2-7339-0137 |              |
| (Standort) | Siedlung vor- und frühgeschichtlicher Zeitstellung, u. a. der Bronzezeit.                                       | D-2-7339-0138 |              |
| (Standort) | Verebnetes viereckiges Grabenwerk vor- und frühgeschichtlicher Zeitstellung. Siedlung                           | D-2-7339-0139 |              |
| (Standort) | Siedlung und verebnetes Grabenwerk vor- und frühgeschichtlicher Zeitstellung.                                   | D-2-7339-0140 |              |
| (Standort) | Siedlung vor- und frühgeschichtlicher Zeitstellung.                                                             | D-2-7339-0142 |              |
| (Standort) | Siedlung und verebneter Graben vor- und frühgeschichtlicher Zeitstellung.                                       | D-2-7339-0143 |              |
| (Standort) | Siedlung vor- und frühgeschichtlicher Zeitstellung.                                                             | D-2-7339-0144 |              |
| (Standort) | Siedlung vor- und frühgeschichtlicher Zeitstellung.                                                             | D-2-7339-0145 |              |
| (Standort) | Siedlung vor- und frühgeschichtlicher Zeitstellung.                                                             | D-2-7339-0147 |              |
| (Standort) | Siedlung vor- und frühgeschichtlicher Zeitstellung.                                                             | D-2-7339-0148 |              |
| (Standort) | Siedlung vor- und frühgeschichtlicher Zeitstellung.                                                             | D-2-7339-0151 |              |
| (Standort) | Verebneter Kreisgraben mit zwei Gräben vor- und frühgeschichtlicher Zeitstellung.                               | D-2-7339-0153 |              |
| (Standort) | Siedlung vor- und frühgeschichtlicher Zeitstellung.                                                             | D-2-7339-0154 |              |
| (Standort) | Siedlung vor- und frühgeschichtlicher Zeitstellung.                                                             | D-2-7339-0155 |              |
| (Standort) | Grabhügel vorgeschichtlicher Zeitstellung.                                                                      | D-2-7339-0171 |              |
| (Standort) | Turmhügel des Mittelalters.                                                                                     | D-2-7339-0172 |              |
| (Standort) | Turmhügel des Mittelalters.                                                                                     | D-2-7339-0174 |              |
| (Standort) | Siedlung vor- und frühgeschichtlicher Zeitstellung.                                                             | D-2-7339-0175 |              |
| (Standort) | Siedlung der Linearbandkeramik, des Mittelneolithikums, der Münchshöfener Gruppe                                | D-2-7339-0176 |              |
| (Standort) | Siedlung der Linearbandkeramik, des Mittelneolithikums, der Münchshöfener Gruppe                                | D-2-7339-0177 |              |
| (Standort) | Siedlung der Linearbandkeramik, der Stichbandkeramik/Gruppe Oberlauterbach                                      | D-2-7339-0178 |              |
| (Standort) | Siedlung vor- und frühgeschichtlicher Zeitstellung.                                                             | D-2-7339-0179 |              |
| (Standort) | Verebnete Gräben und Siedlung vor- und frühgeschichtlicher Zeitstellung                                         | D-2-7339-0180 |              |
| (Standort) | Siedlung vor- und frühgeschichtlicher Zeitstellung.                                                             | D-2-7339-0181 |              |
| (Standort) | Siedlung vor- und frühgeschichtlicher Zeitstellung.                                                             | D-2-7339-0184 |              |
| (Standort) | Siedlung vor- und frühgeschichtlicher Zeitstellung.                                                             | D-2-7339-0185 |              |
| (Standort) | Grabhügel vorgeschichtlicher Zeitstellung.                                                                      | D-2-7339-0201 |              |
| (Standort) | Siedlung vor- und frühgeschichtlicher Zeitstellung.                                                             | D-2-7339-0203 |              |
| (Standort) | Verebnete Grabenwerke und Siedlung vor- und frühgeschichtlicher Zeitstellung.                                   | D-2-7339-0204 |              |
| (Standort) | Siedlung vor- und frühgeschichtlicher Zeitstellung.                                                             | D-2-7339-0207 |              |
| (Standort) | Verebneter Burgstall des Mittelalters.                                                                          | D-2-7339-0208 | Bodendenkmal |
| (Standort) | Siedlung vor- und frühgeschichtlicher Zeitstellung.                                                             | D-2-7339-0209 |              |
| (Standort) | Siedlung vor- und frühgeschichtlicher Zeitstellung.                                                             | D-2-7339-0210 |              |
| (Standort) | Siedlung vor- und frühgeschichtlicher Zeitstellung.                                                             | D-2-7339-0211 |              |
| (Standort) | Siedlung vor- und frühgeschichtlicher Zeitstellung.                                                             | D-2-7339-0213 |              |
| (Standort) | Verebnete Kohlenmeiler vor- und frühgeschichtlicher Zeitstellung.                                               | D-2-7339-0214 |              |
| (Standort) | Siedlung und verebnete Gräben vor- und frühgeschichtlicher Zeitstellung.                                        | D-2-7339-0215 |              |
| (Standort) | Siedlung vor- und frühgeschichtlicher Zeitstellung.                                                             | D-2-7339-0216 |              |
| (Standort) | Verebnete Grabenwerke vor- und frühgeschichtlicher Zeitstellung.                                                | D-2-7339-0217 |              |
| (Standort) | Verebneter Grabhügel und/oder Kohlenmeiler vor- und frühgeschichtlicher Zeitstellung.                           | D-2-7339-0218 |              |
| (Standort) | Verebnete Grabhügel und/oder Kohlenmeiler vor- und frühgeschichtlicher Zeitstellung.                            | D-2-7339-0219 |              |
| (Standort) | Siedlung vor- und frühgeschichtlicher Zeitstellung.                                                             | D-2-7339-0220 |              |
| (Standort) | Verebnete komplexe Anlage mit vier Grabenwerken der Hallstattzeit sowie Siedlung der                            | D-2-7339-0222 |              |
| (Standort) | Siedlung der Linear- und Stichbandkeramik/Gruppe Oberlauterbach.                                                | D-2-7339-0223 |              |
| (Standort) | Siedlung allgemein vorgeschichtlicher und neolithischer Zeitstellung                                            | D-2-7339-0224 |              |
| (Standort) | Siedlung der Linear- und Stichbandkeramik/Gruppe Oberlauterbach, der Bronzezeit                                 | D-2-7339-0225 |              |
| (Standort) | Siedlungsfunde der Stichbandkeramik/Gruppe Oberlauterbach, der Münchshöfener Kultur                             | D-2-7339-0226 |              |
| (Standort) | Siedlung der Linear- und Stichbandkeramik/Gruppe Oberlauterbach, der Bronzezeit                                 | D-2-7339-0227 |              |
| (Standort) | Siedlung der Stichbandkeramik, der Münchshöfener und/oder Altheimer Gruppe                                      | D-2-7339-0228 |              |
| (Standort) | Siedlung der Linearbandkeramik, der Gruppe Oberlauterbach, der Münchshöfener Gruppe                             | D-2-7339-0229 |              |
| (Standort) | Siedlung der Linearbandkeramik, der Stichbandkeramik, der Münchshöfener und Altheimer Gruppe                    | D-2-7339-0230 |              |
| (Standort) | Siedlung vor- und frühgeschichtlicher Zeitstellung.                                                             | D-2-7339-0232 |              |
| (Standort) | Siedlung vor- und frühgeschichtlicher Zeitstellung.                                                             | D-2-7339-0233 |              |
| (Standort) | Siedlung vor- und frühgeschichtlicher Zeitstellung.                                                             | D-2-7339-0234 |              |
| (Standort) | Siedlung vor- und frühgeschichtlicher Zeitstellung.                                                             | D-2-7339-0235 |              |
| (Standort) | Verebnetes Grabenwerk und Siedlung vor- und frühgeschichtlicher Zeitstellung.                                   | D-2-7339-0236 |              |
| (Standort) | Siedlung des Neolithikums, u. a. der Linearbandkeramik, sowie der römischen Kaiserzeit.                         | D-2-7339-0237 |              |
| (Standort) | Siedlung und verebnetes viereckiges Grabenwerk vor- und frühgeschichtlicher Zeitstellung.                       | D-2-7339-0238 |              |
| (Standort) | Siedlung vor- und frühgeschichtlicher Zeitstellung.                                                             | D-2-7339-0239 |              |
| (Standort) | Siedlung vor- und frühgeschichtlicher Zeitstellung.                                                             | D-2-7339-0240 |              |
| (Standort) | Siedlung vor- und frühgeschichtlicher Zeitstellung.                                                             | D-2-7339-0241 |              |
| (Standort) | Verebnete Viereckschanze der späten Latènezeit und Siedlung vor- und frühgeschichtlicher Zeit                   | D-2-7339-0242 |              |
| (Standort) | Siedlung und zwei verebnete Grabenwerke wohl der Hallstattzeit sowie Kreisgrabenanlage                          | D-2-7339-0243 |              |
| (Standort) | Verebnetes Grabenwerk mit zwei Gräben und Siedlung vor- und frühgeschichtlicher Zeit                            | D-2-7339-0244 |              |
| (Standort) | Siedlung vor- und frühgeschichtlicher Zeitstellung.                                                             | D-2-7339-0245 |              |
| (Standort) | Siedlung vor- und frühgeschichtlicher Zeitstellung.                                                             | D-2-7339-0246 |              |
| (Standort) | Siedlung vor- und frühgeschichtlicher Zeitstellung.                                                             | D-2-7339-0248 |              |
| (Standort) | Siedlung und verebnetes viereckiges Grabenwerk vor- und frühgeschichtlicher Zeitstellung.                       | D-2-7339-0249 |              |
| (Standort) | Verebnetes viereckiges Grabenwerk vor- und frühgeschichtlicher Zeitstellung.                                    | D-2-7339-0250 |              |
| (Standort) | Verebnetes Grabenwerk mit zwei Gräben wohl des Jungneolithikums und Siedlung vor- und frühgeschichtlicher Zeit  | D-2-7339-0251 |              |
| (Standort) | Grabhügel vorgeschichtlicher Zeitstellung.                                                                      | D-2-7339-0252 |              |
| (Standort) | Verebnete Grabhügel vorgeschichtlicher Zeitstellung und Siedlung der Stichbandkeramik                           | D-2-7339-0253 |              |
| (Standort) | Siedlung der Linear- und Stichbandkeramik, der Münchshöfener Gruppe, der Bronzezeit                             | D-2-7339-0254 |              |
| (Standort) | Siedlung der Urnenfelder- und Hallstattzeit sowie der römischen Kaiserzeit.                                     | D-2-7339-0255 |              |
| (Standort) | Siedlung der Urnenfelderzeit.                                                                                   | D-2-7339-0256 |              |
| (Standort) | Siedlung der Münchshöfener und Altheimer Gruppe sowie der Latènezeit.                                           | D-2-7339-0257 |              |
| (Standort) | Siedlung vorgeschichtlicher Zeitstellung.                                                                       | D-2-7339-0259 |              |
| (Standort) | Siedlung der Münchshöfener und Altheimer Gruppe, der frühen Bronzezeit                                          | D-2-7339-0260 |              |
| (Standort) | Verebnete Viereckschanze der späten Latènezeit und Siedlung                                                     | D-2-7339-0261 |              |
| (Standort) | Siedlung der Urnenfelderzeit.                                                                                   | D-2-7339-0262 |              |
| (Standort) | Siedlung der Linear- und Stichbandkeramik, der Münchshöfener Gruppe                                             | D-2-7339-0263 |              |
| (Standort) | Siedlung vor- und frühgeschichtlicher Zeitstellung.                                                             | D-2-7339-0264 |              |
| (Standort) | Verebneter Grabhügel vorgeschichtlicher Zeitstellung.                                                           | D-2-7339-0265 |              |
| (Standort) | Verebnete vorgeschichtliche Grabhügel und Siedlung vor- und frühgeschichtlicher Zeit                            | D-2-7339-0266 |              |
| (Standort) | Verebneter Grabhügel vorgeschichtlicher Zeitstellung.                                                           | D-2-7339-0267 |              |
| (Standort) | Siedlung vor- und frühgeschichtlicher Zeitstellung.                                                             | D-2-7339-0268 |              |
| (Standort) | Siedlungsspuren vor- und frühgeschichtlicher Zeitstellung.                                                      | D-2-7339-0269 |              |
| (Standort) | Siedlung vor- und frühgeschichtlicher Zeitstellung.                                                             | D-2-7339-0270 |              |
| (Standort) | Siedlung und verebnetes Grabenwerk vor- und frühgeschichtlicher Zeitstellung.                                   | D-2-7339-0272 |              |
| (Standort) | Verebnete Viereckschanze der späten Laténezeit.                                                                 | D-2-7339-0273 |              |
| (Standort) | Verebnetes Grabenwerk und Siedlung vor- und frühgeschichtlicher Zeitstellung.                                   | D-2-7339-0274 |              |
| (Standort) | Siedlung und verebnete Gräben vor- und frühgeschichtlicher Zeitstellung.                                        | D-2-7339-0275 |              |
| (Standort) | Siedlung vor- und frühgeschichtlicher Zeitstellung.                                                             | D-2-7339-0277 |              |
| (Standort) | Siedlung vor- und frühgeschichtlicher Zeitstellung.                                                             | D-2-7339-0278 |              |
| (Standort) | Verebneter Kreisgraben vor- und frühgeschichtlicher Zeitstellung.                                               | D-2-7339-0279 |              |
| (Standort) | Siedlung mit Grundriss eines Steingebäudes vor- und frühgeschichtlicher Zeitstellung.                           | D-2-7339-0280 |              |
| (Standort) | Siedlung der römischen Kaiserzeit.                                                                              | D-2-7339-0283 |              |
| (Standort) | Untertägige mittelalterliche und frühneuzeitliche Befunde im Bereich der Kath. Kirche                           | D-2-7339-0287 |              |
| (Standort) | Siedlung des Neolithikums.                                                                                      | D-2-7339-0289 |              |
| (Standort) | Untertägige mittelalterliche und frühneuzeitliche Befunde im Bereich der Kath. Kirche                           | D-2-7339-0334 |              |
| (Standort) | Untertägige mittelalterliche und frühneuzeitliche Befunde im Bereich der Kath. Filialkirche                     | D-2-7339-0337 |              |
| (Standort) | Untertägige mittelalterliche und frühneuzeitliche Befunde im Bereich der Kath. Filialkirche                     | D-2-7339-0338 |              |
| (Standort) | Untertägige mittelalterliche und frühneuzeitliche Befunde im Bereich des Schlosses                              | D-2-7339-0340 |              |
| (Standort) | Untertägige mittelalterliche und frühneuzeitliche Befunde im Bereich der Kath. Kirche                           | D-2-7339-0342 |              |
| (Standort) | Untertägige mittelalterliche und frühneuzeitliche Befunde im Bereich der Kath. Kirche                           | D-2-7339-0345 |              |
| (Standort) | Untertägige mittelalterliche und frühneuzeitliche Befunde im Bereich der Kath. Kirche                           | D-2-7339-0348 |              |
| (Standort) | Untertägige mittelalterliche und frühneuzeitliche Befunde im Bereich der Kath. Kirche                           | D-2-7339-0350 |              |
| (Standort) | Untertägige mittelalterliche und frühneuzeitliche Befunde im Bereich der Kath. Kirche                           | D-2-7339-0352 |              |
| (Standort) | Untertägige mittelalterliche und frühneuzeitliche Befunde im Bereich der Kath. Pfarrkirche                      | D-2-7339-0354 |              |
| (Standort) | Untertägige mittelalterliche und frühneuzeitliche Befunde im Bereich der Kath. Kirche                           | D-2-7339-0355 |              |
| (Standort) | Untertägige mittelalterliche und frühneuzeitliche Befunde                                                       | D-2-7339-0359 |              |
| (Standort) | Siedlung vor- und frühgeschichtlicher Zeitstellung.                                                             | D-2-7339-0365 |              |
| (Standort) | Siedlung der späten Latènezeit und der mittleren römischen Kaiserzeit.                                          | D-2-7438-0250 |              |
| (Standort) | Teilstück einer Römerstraße.                                                                                    | D-2-7439-0200 |              |
| (Standort) | Siedlung der Urnenfelder- und Latènezeit.                                                                       | D-2-7439-0201 |              |
| (Standort) | Siedlung vorgeschichtlicher Zeitstellung.                                                                       | D-2-7439-0202 |              |
| (Standort) | Verebnetes Grabenwerk vor- und frühgeschichtlicher Zeitstellung und Siedlung                                    | D-2-7439-0203 |              |
| (Standort) | Siedlungen der Linearbandkeramik, der Münchshöfener Gruppe                                                      | D-2-7439-0204 |              |
| (Standort) | Siedlung des Neolithikums.                                                                                      | D-2-7439-0205 |              |
| (Standort) | Verebnete Viereckschanze der späten Latènezeit sowie Siedlung der Linearbandkeramik                             | D-2-7439-0206 |              |
| (Standort) | Siedlung der Urnenfelder-, Hallstatt- und Latènezeit sowie der römischen Kaiserzeit.                            | D-2-7439-0207 |              |
| (Standort) | Siedlung vor- und frühgeschichtlicher Zeitstellung.                                                             | D-2-7439-0208 |              |
| (Standort) | Siedlung der frühen Bronze- und der Urnenfelderzeit. Befestigte Siedlung mit Grabenwerk                         | D-2-7439-0209 |              |
| (Standort) | Siedlung der Glockenbecherkultur und allgemein vor- und frühgeschichtlicher Zeitstellung.                       | D-2-7439-0210 |              |
| (Standort) | Verebnetes viereckiges Grabenwerk mit vier Gräben der Hallstattzeit. Siedlung vor- und frühgeschichtlicher Zeit | D-2-7439-0211 |              |
| (Standort) | Verebneter Burgstall des Mittelalters.                                                                          | D-2-7439-0212 |              |
| (Standort) | Siedlung der frühen Bronzezeit und der Urnenfelderzeit.                                                         | D-2-7439-0213 |              |
| (Standort) | Siedlung der Bronzezeit und allgemein der Vorgeschichte.                                                        | D-2-7439-0214 |              |
| (Standort) | Verebnete Grabhügel vorgeschichtlicher Zeitstellung.                                                            | D-2-7439-0215 |              |
| (Standort) | Verebnete vorgeschichtliche Grabhügel oder Siedlung vor- und frühgeschichtlicher Zeit                           | D-2-7439-0216 |              |
| (Standort) | Siedlung der Altheimer Gruppe.                                                                                  | D-2-7439-0218 |              |
| (Standort) | Verebnetes Grabenwerk vor- und frühgeschichtlicher Zeitstellung.                                                | D-2-7439-0219 |              |
| (Standort) | Siedlung vor- und frühgeschichtlicher Zeitstellung.                                                             | D-2-7439-0220 |              |
| (Standort) | Siedlung vor- und frühgeschichtlicher Zeitstellung.                                                             | D-2-7439-0221 |              |
| (Standort) | Siedlung vor- und frühgeschichtlicher Zeitstellung.                                                             | D-2-7439-0222 |              |
| (Standort) | Siedlung der Altheimer Gruppe.                                                                                  | D-2-7439-0234 |              |
| (Standort) | Siedlung und Körpergräber vor- und frühgeschichtlicher Zeitstellung                                             | D-2-7439-0237 |              |
| (Standort) | Untertägige mittelalterliche und frühneuzeitliche Befunde im Bereich der Kath. Pfarrkirche                      | D-2-7439-0275 |              |
| (Standort) | Untertägige mittelalterliche und frühneuzeitliche Befunde im Bereich der Kath. Kirche                           | D-2-7439-0278 |              |
| (Standort) | Siedlung des späten Mittelalters und der frühen Neuzeit sowie vor- und frühgeschichtlicher Zeit                 | D-2-7439-0302 |              |
| (Standort) | Siedlung vor- und frühgeschichtlicher Zeitstellung.                                                             | D-2-7439-0327 |              |